# Pappus
Pappus är hår eller fjäll på frukten från en korgblommig växt. Det kallas också pensel. Pappus delas in i fjäderpensel (med förgrenade hår) och hårpensel (med ogrenade hår). Flyghåren på maskrosbollar är en pappus. Troligen är pappus bildat av omvandlade kronblad eller foderblad, men den evolutionära bakgrunden är osäker.

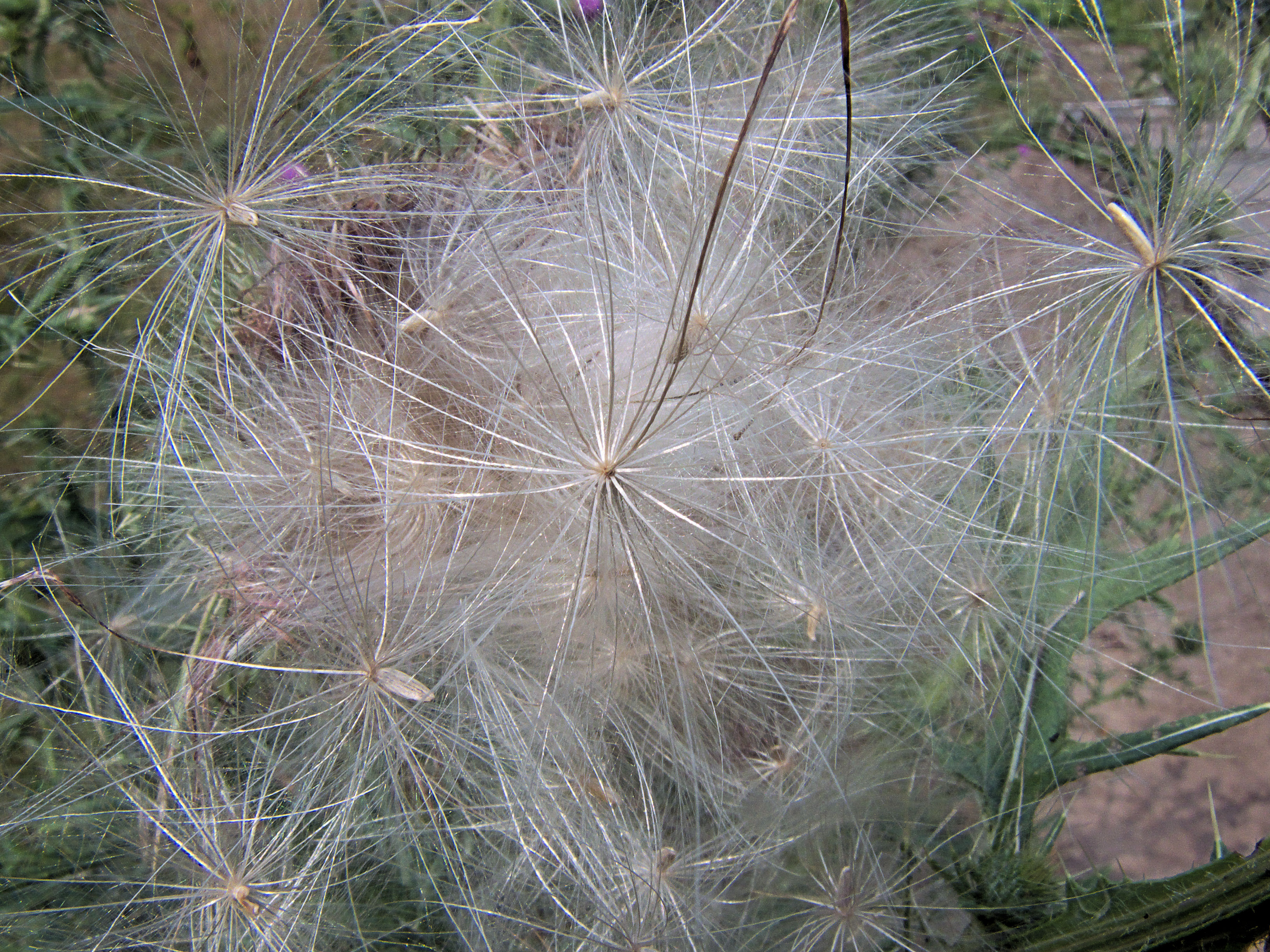
Pappus hos vägtistel, fjäderpensel.
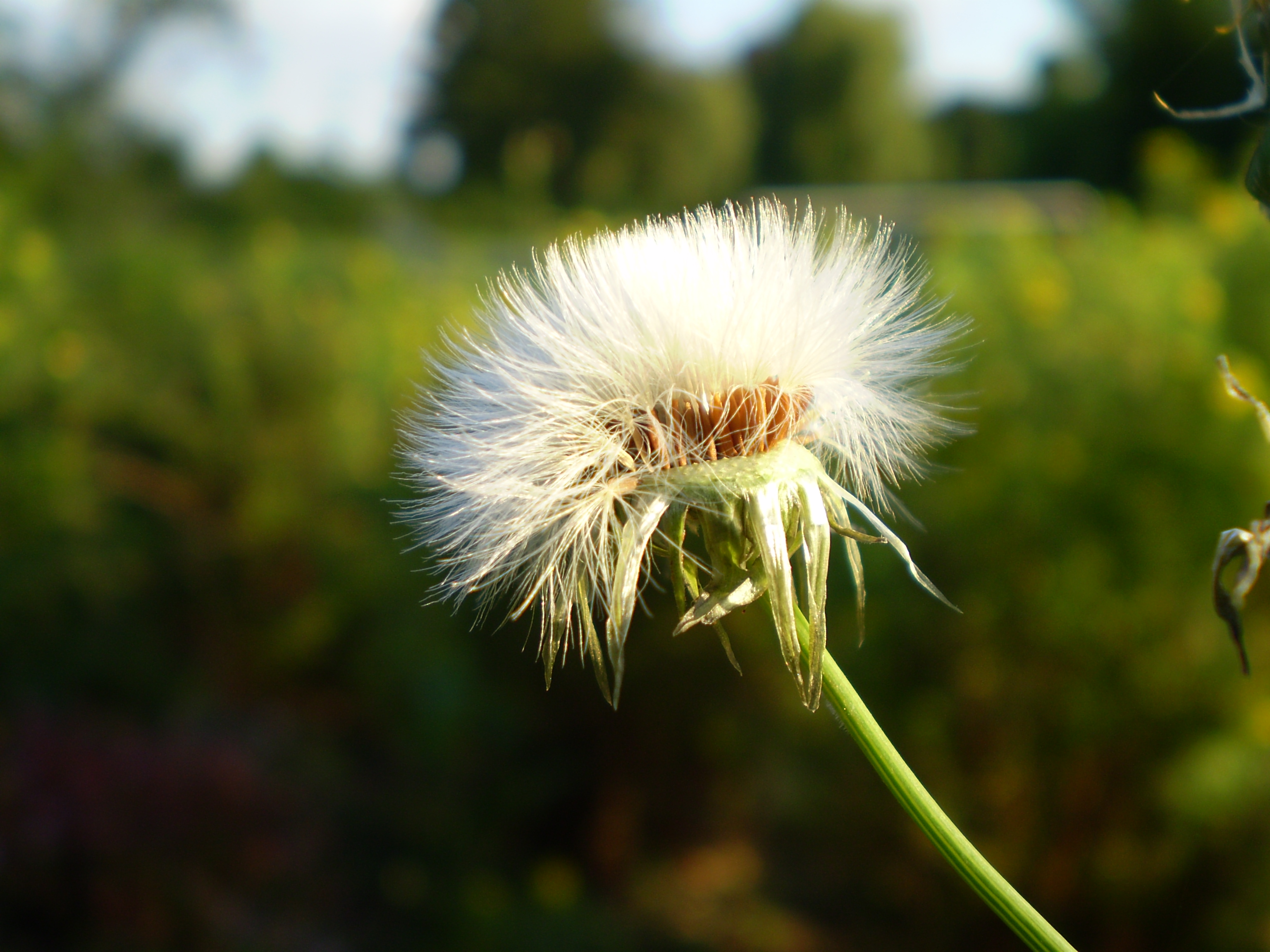
Pappus hos kålmolke, hårpensel.
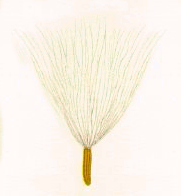
Illustration av nöt med pappus.